# Программное обеспечение для управления проектами
Программное обеспечение для управления проектами —  комплексное программное обеспечение, включающее в себя приложения для планирования задач, составления расписания, контроля цены и управления бюджетом, распределения ресурсов, совместной работы, общения, быстрого управления, документирования и администрирования системы, которая используется совместно для управления крупными проектами.

## Задачи программного обеспечения для управления проектами

### Планирование
Одной из наиболее распространенных возможностей является возможность планирования событий и управления задачами. Требования могут различаться в зависимости от того, как используется инструмент. Наиболее распространенными являются:
- планирование различных событий, зависящих друг от друга;
- идентификация крупных составных частей проекта (вехи проекта) и их декомпозиция, посредством которой создается структура декомпозиции работ, также называемая иерархической структурой работ (англ. work break-down structure — WBS)[1];
- планирование расписания работы сотрудников и назначение ресурсов на конкретные задачи;
- расчет времени, необходимого на решение каждой из задач;
- сортировка задач в зависимости от сроков их завершения;
- презентация графика работ по проекту в виде диаграммы Гантта[2];
- управление несколькими проектами одновременно.

### Управление данными и предоставление информации
Программное обеспечение для управления проектами предоставляет большое количество требуемой информации, такой как:
- список задач для сотрудников и информацию распределения ресурсов;
- обзор информации о сроках выполнения задач;
- ранние предупреждения о возможных рисках, связанных с проектом;
- информации о рабочей нагрузке;
- информация о ходе проекта, показатели и их прогнозирование.

### Управление коммуникациями команды проекта
- Обсуждение и согласование рабочих вопросов проекта
- Фиксация проблем проекта и запросов на изменения, их обработка
- Ведение рисков проекта и проактивное управление ими
- Предоставление доступа к информации о ходе проекта в виде живой ленты событий

## Типы программного обеспечения для управления проектами

### Desktop (Настольные)
Программное обеспечение находится на десктопе каждого пользователя. Это предоставляет наиболее гибкий интерфейс.
Такие приложения обычно позволяют сохранять информацию в файл, который в дальнейшем может быть выложен в общий доступ для других пользователей или же данные хранятся в центральной базе данных.

### Web-based (Веб-интерфейс)
Программное обеспечение является веб-приложением, доступ к которому осуществляется с помощью браузера.
Плюсы и минусы:
- Доступ может быть осуществлен с любого компьютера, не требуется установка дополнительных приложений
- Простой контроль доступа
- Многопользовательский доступ
- Только одна программа, которая установлена на центральном сервере
- Скорость работы ниже, чем у обычных приложений
- Проблемы с доступом к серверу или его выход из строя ведут к полной недоступности информации

### Персональные
Обычно используются для управления домашними проектами. Как правило, это однопользовательские системы с простым интерфейсом.

### Однопользовательские
Однопользовательские системы могут использоваться в качестве персональных или даже для управления небольшими компаниями.

### Многопользовательские
Предназначены для координации действий нескольких десятков или сотен пользователей. Обычно строятся по технологии клиент-сервер.